# 一節太郎
一節 太郎（ひとふし たろう、1941年6月13日 - ）は、日本の歌手。新潟県豊栄市（現・新潟市北区）出身。本名は曽我 英明（そが ひであき）。所属事務所はミュージック・オフィス合田。

## 来歴
元々は流しのギター弾きをしていた。1961年、作曲家の遠藤実の内弟子第一号となる。
芸名の命名者は遠藤実。当初本人はこの芸名を嫌がったという。
遠藤の判断で浪曲調の声を作って歌手デビューすることが決まり、1963年12月1日に日本クラウンの第1回新譜として発表された19枚のシングルレコードの中の1枚として「浪曲子守唄」（作詞・作曲：越純平）でレコードデビューし、最初は関西方面から人気が出てヒット曲となった。元々は美空ひばりを想定した楽曲であった。遠藤が馬渕玄三に楽譜を見せると台詞なしならひばりでいけるとのことだったが、遠藤はあえて台詞を残して一節に歌わせた。
「浪曲子守唄」は1999年までに200万枚を売り上げ、同時点でも年に2万枚近くが売れる。1966年には本曲をモチーフにした千葉真一主演映画『浪曲子守唄』が封切り公開され、映画は『子守唄シリーズ』にもなっている。
その他、1965年発売の「出世子守唄」も40万枚のヒットになっているが、「浪曲子守唄」の印象があまりに強烈なため他の曲が霞みがちであり、そのことは本人も自覚している。
2009年12月31日、『第42回年忘れにっぽんの歌』（テレビ東京）、2012年12月31日、『第45回年忘れにっぽんの歌』（テレビ東京）2016年12月31日、『第49回年忘れにっぽんの歌』（テレビ東京）に生出演。
現在は、新潟に帰り　故郷への恩返しになればと　「唱の舟」と言うカラオケのお店を経営している。
令和2年（2020年）11月25日からYouTubeで「一節太郎公式チャンネル」を開設し精力的に活動を続けている。
「浪曲子守唄」は、藤圭子 - アルバム『演歌全集「任侠」』JRS-9223（1973）、金田たつえ - アルバム『 男の演歌／流れ唄・流り唄』AF-7154（1982）などカバーされている。

## 楽曲
1963年
- 浪曲子守唄
- 一発節（「浪曲子守唄」のB面（当初はA面だった）。レコーディング段階では「お手上げ節」だったが、「新会社のスタート時に『お手上げ』とはなんだ」ということで改題された。「一発節」のタイトルの由来は「一発当ててやる」という意気込みを込めたものである[3]）

1964年
- 飯場三味線
- 土方一代御意見無用（B面）
- 男惚れだよ
- 度胸一発（B面）
- 男の舞台
- 浪曲流し（B面）

1965年
- 浪曲おけさ
- 男の子守唄
- ごめんよおッ母さん（「男の子守唄」のB面）
- 出世子守唄
- 三味線峠（B面）

1966年
- 晴れ姿子守唄
- 男流れ山（B面）
- 浪曲おけさ街道
- 親馬鹿人生（B面）

1967年
- 男の三拍子
- 母ちゃんきいたかい（B面）

1968年
- 帰ってきた女房
- 浮草便り（B面）
- 残侠ひとり旅
- おたふく万才（B面）
- 義侠一代
- 極道のれん（B面）

1971年
- 三年子守唄
- あの娘に倖せたのみます（B面）

1985年
- がんこ親爺の目に涙
- 好きなだけ泣くがいい（B面）

1991年
- 吉良常街道
- 盛り上げ酒（カップリング）

1993年
- 博多情話

2000年
- 命こんどは世のために
- 歌感動（カップリング）

## 出演
映画
- 太陽に突っ走れ（1966年、東映） - 本人
- 子守唄シリーズ（東映） - 歌手
  - 浪曲子守唄 （1966年）
  - 続 浪曲子守唄 （1967年）
  - 出世子守唄 （1967年）

テレビドラマ
- 特別機動捜査隊 第551話「群衆の中のひとり」（1972年、NET） - 本人